# Chlorops clavicrus
Chlorops clavicrus är en tvåvingeart som först beskrevs av Franz Paula von Schrank 1781.  Chlorops clavicrus ingår i släktet Chlorops och familjen fritflugor.
Artens utbredningsområde är Österrike. Inga underarter finns listade i Catalogue of Life.